# 林籥
林籥（1452年—？），字繼和，福建福州府閩縣人，民籍，明朝政治人物。

## 生平
成化十三年（1477年），福建丁酉科乡试第五名舉人。成化十七年（1481年），登辛丑科進士，官至廣東潮阳縣知县。

## 家族
曾祖林惟安，贈按察使；祖父林碩，左布政使；父林續，母陳氏；繼母楊氏。具庆下。兄林笙（贡士）。